# 萧大球
蕭大球（541年—551年10月2日），字仁玉，梁簡文帝蕭綱第十七子，母为褚修华。
太清二年（548年），侯景围攻建康。梁武帝归心佛教，每发誓愿，常说：“若有众生应受诸苦，悉衍身代当。”蕭大球听说后对其母说：“官家尚尔，儿安敢辞？”于是也开始礼佛，说道：“凡有众生应获苦报，悉大球代受。”太清三年（549年），京城陷落，梁武帝被困餓死，侯景立太子蕭綱为帝。大宝元年十月乙未（550年11月13日），封建平郡王，食邑二千户。大宝二年，出任轻车将军、兼石头戍军事。
大宝二年八月戊午（551年10月2日），侯景废蕭綱为晋安王，杀害蕭大球，时年十一岁。皇太子萧大器、寻阳王萧大心、西阳王萧大钧、武宁王萧大威、义安王萧大昕也同时被杀。